# Jeen-Yuhs
Pour plus de détails, voir Fiche technique et Distribution.
Jeen-Yuhs: A Kanye Trilogy (ou jeen-yuhs) est un film documentaire américain réalisé par Coodie et Chike et sorti en 2022. Centré sur la vie du rappeur, producteur et créateur de mode Kanye West, il est nommé pour le prix du meilleur documentaire musical aux MTV Movie & TV Awards 2022.

## Fiche technique
Sauf indication contraire, les informations mentionnées dans cette section peuvent être confirmées par la base de données cinématographiques IMDb,  présente dans la section « Liens externes ».
- Titre : Jeen-Yuhs: A Kanye Trilogy
- Réalisation : Coodie & Chike
- Scénario : Coodie et J. Ivy
- Photographie : Coodie et Danny Sorge
- Montage : Max Allman et J.M. Harper
- Production : Coodie Simmons, Chike Ozah, Leah Natasha Thomas et Marjorie Clarke
- Sociétés de production : Creative Control, Leah Natasha Productions et TIME Studios
- Société de distribution : Netflix
- Pays de production :  États-Unis
- Langue originale : anglais
- Format : couleur — Dolby Digital
- Durée : 89 minutes (acte 1), 93 minutes (acte 2), 97 minutes (acte 3)
- Dates de sortie : 23 janvier 2022 (festival de Sundance), 16 février 2022 (Netflix)

## Production
Le 6 mai 2021, il est annoncé que Netflix a acquis un documentaire sur Kanye West, avec des images d'archives inédites tournées au cours des deux dernières décennies. Ces images portent sur de nombreux aspects de sa vie, dont sa carrière dans la musique et dans la mode, la mort de sa mère Donda West et sa campagne présidentielle de 2020,,.
Selon le magazine Variety, Netflix aurait acquis le documentaire pour environ 30 millions de dollars. Le 25 septembre 2021, Netflix révèle le titre du documentaire, Jeen-Yuhs, et sa date de sortie, 2022,,.

## Sortie
Divisé en trois actes, le premier épisode de Jeen-Yuhs, "VISION", est présenté en avant-première au Festival du film de Sundance 2022 le 23 janvier 2022. Il bénéficie également d'une sortie en salles limitée pour une seule nuit le 10 février 2022, à l'occasion du dix-huitième anniversaire du premier album de Kanye West The College Dropout (2004). "VISION" sort sur Netflix le 16 février 2022, et les épisodes suivants, "DÉTERMINATION" et "RÉVÉLATION", sortent à intervalles hebdomadaires, respectivement le 23 février et le 2 mars 2022.

## Accueil critique
Jeen-Yuhs reçoit un accueil positif de la critique. Il détient un score critique positif de 86% sur Rotten Tomatoes basé sur 56 critiques, et un score moyen pondéré « généralement favorable » de 71 sur Metacritic, basé sur 24 critiques. Plusieurs artistes musicaux se sont rendus sur Twitter pour donner des avis favorables sur le documentaire, notamment Juicy J, J. Cole, Key Glock, Noname, Russ, SZA et Wale, entre autres. L'attention suscitée par le documentaire a amené le premier album de Kanye West, sorti en 2004, The College Dropout, à se reclasser au Billboard 200, atteignant la 18e place.